# Gottfried Börnert
Gottfried Börnert (* 1928 in Dresden) war ein deutscher Archivar, der für die Staatliche Archivverwaltung der Deutschen Demokratischen Republik tätig war.

## Leben
Börnert absolvierte eine Ausbildung zum staatlich geprüften Archivar  und war Mitte der 1950er Jahre in der Staatlichen Archivverwaltung (StAV) im Ministerium des Innern (MfS) der DDR tätig.
Gottfried Börnert war Mitglied der SED und ab 1959 inoffizieller Mitarbeiter des Ministeriums für Staatssicherheit der DDR. Er wurde dort als GI „Sachse“ geführt. Zum Zeitpunkt seiner Anwerbung am 17. September 1959 war er Hauptreferent in der Staatlichen Archivverwaltung im Ministerium des Innern der DDR und zugleich Vorsitzender der Betriebsgewerkschaftsleitung (BGL). Ralf Blum bezeichnet ihn in seinem Beitrag Wie die Stasi ins Archiv kam als einen der bedeutsamsten Zuträger.
1961 übernahm Börnert die Leitung der neu eingerichteten Außenstelle Coswig des Deutschen Zentralarchivs und hatte diese Position bis 1968 inne. Von 1973 bis 1990 war er Direktor des Thüringischen Hauptstaatsarchivs in  Weimar. Nach der deutschen Wiedervereinigung wurde „Oberarchivrat Börnert“ auf eigenen Antrag hin von der Leitung des Archivs entbunden. Im Jahr 1991 wurde Volker Wahl sein Nachfolger in diesem Amt. 

## Publikationen (Auswahl)
- Die Voraussetzungen zur Auswertung der Bestände in den Betriebsarchiven. In: Archivmitteilungen, 4. Jahrgang, 1954, S. 55.
- Die  Aussprache  über  das  Problem der  Weglegesachen  in der  Wirtschaft. In: Archivmitteilungen, 6. Jahrgang, 1956, Heft 2, S. 58.
- mit Manfred Spuler: Beispielsammlung für das Lehrgebiet Aktenkunde des Staates und der Wirtschaft, Teil Sozialismus (1945–61), hrsg. von Ulrich Heß, Fachschule für Archivwesen, Potsdam 1973.
- Dokumente und Materialien zur Geschichte der Bezirksparteiorganisation der KPD Großthüringen 1925–1928. (= Beiträge zur Geschichte Thüringens). Ausgewählt und bearbeitet von Gottfried Börnert, Günther Michel-Triller und Harry Sieber unter Mitarbeit von Konrad Berger, Helmut Windisch und Waltraud Siebert. Herausgegeben von der Sozialistischen Einheitspartei Deutschlands, Bezirksleitung Erfurt, der Bezirkskommission zur Erforschung der Geschichte der örtlichen Arbeiterbewegung und dem Staatsarchiv Weimar. Erfurt 1981.
- Aus staatl. Archiven u. a. wiss. u. kultur. Einrichtungen im Jahre d. 500. Geb. Martin Luthers mit Unterstützung d. Martin-Luther-Komitees, hrsg. von der Staatlichen Archivverwaltung der DDR. Auswahl und Textredaktion und Darstellung von Gottfried Börnert, Böhlau Verlag, Weimar 1983.